# 노크: 낯선 자들의 방문
《노크: 낯선 자들의 방문》(영어: The Strangers)은 2008년에 공개된 리브 타일러, 스콧 스피드먼 주연의 미국 심리 공포 영화이다.
2018년 속편 《노크: 초대받지 않은 손님》이 개봉하였다.

## 줄거리
두 연인이 머무르고 있는 별장에 가면을 쓴 정체불명의 세 인물이 침입한다.

## 출연
- 리브 타일러 - 크리스틴 매케이 역
- 스콧 스피드먼 - 제임스 호이트 역
- 제마 워드 - 돌페이스 역
- 킵 위크스 - 가면 쓴 남자 역
- 로라 마골리스 - 핀업걸 역
- 글렌 하워턴 - 마이크 역

## 기타 제작진
- 공동 제작: 토머스 J. 부시
- 배역: 린지 헤이스 크루거, 데이비드 래퍼포트
- 미술: 존 D. 크레치머
- 세트: 미시 베런트 리커
- 의상: 수전 코프먼